# Dinas Emrys
Koordinaten: 53° 1′ 20″ N, 4° 4′ 43″ W

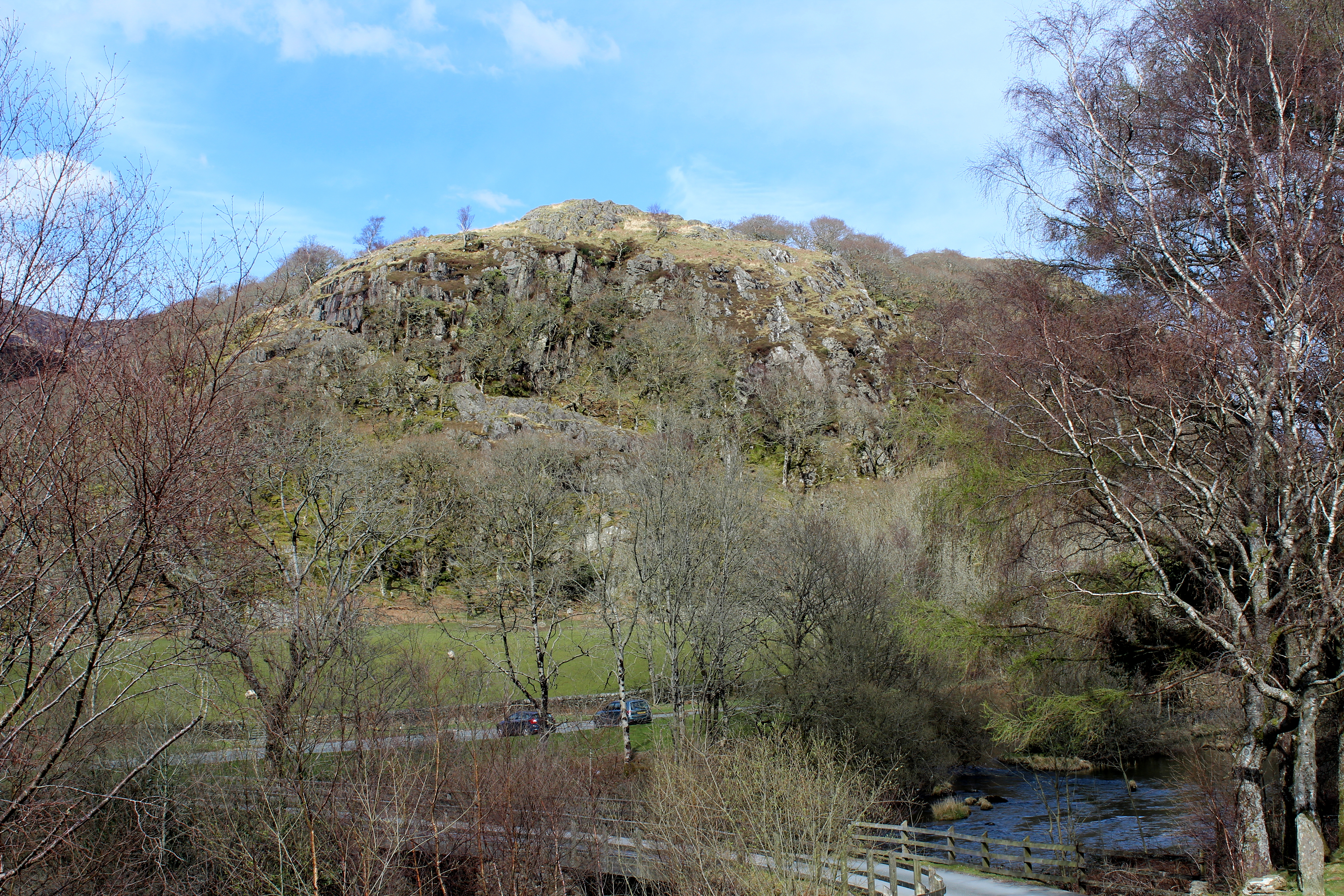
Der Hügel Dinas Emrys.

Dinas Emrys (walisisch für „Festung/Stadt des Ambrosius“) ist ein felsiger, bewaldeter Hügel, der eine Landmarke auf dem Talboden bei Beddgelert im Norden von Wales bildet.

## Legenden
Es ist von archäologischem Interesse, dass es ein Beispiel eines Ringwalls ist, dessen Befestigung aus nachrömischer Zeit stammen, der aber auch im Zusammenhang mit den Legenden um König Artus steht. Es handelt sich um die Gegend des berühmten Wortwechsels zwischen dem lokalen Machthaber Vortigern und dem jugendlichen Ambrosius Aurelianus, von dem in der Historia Brittonum berichtet wird. Vortigern, dem Hinweis seiner Ratgeber folgend, wollte den Jungen töten, um übernatürliche Kräfte zu besänftigen, die ihn daran hinderten, hier eine Festung zu bauen; Ambrosius lachte über diesen Rat, und erklärte, dass der Ringwall keinen Bestand haben könne aufgrund eines versteckten Tümpels, der zwei vermes enthalte – ein Wort, das sowohl mit Drache, als auch mit Dachs übersetzt werden kann (siehe die Sage Cyfranc Lludd a Llefelys, „Die Geschichte von Lludd und Llefelys“).

## Ausgrabungen durch Savory
Es war seit langem bekannt, dass sich innerhalb des Kastells ein Tümpel befindet. Als der Archäologe H. N. Savory den Hügel zwischen 1954 und 1956 ausgrub, war er jedoch überrascht, nicht nur zu entdecken, dass die Befestigungsanlagen tatsächlich aus der Zeit des Vortigern oder Ambrosius stammen, sondern auch, dass es – so wie in der Historia Brittonum beschrieben – eine Plattform oberhalb des Tümpels gibt. Er fand heraus, dass die Plattform aus späterer Zeit datiert als in der Erzählung unterstellt, so dass sie in diesem Punkt nicht wahrheitsgetreu ist. Die Frage, inwieweit die Existenz dieser Plattform die Erzählung beeinflusste, oder die Plattform erst aufgrund der Erzählung gebaut wurde, kann nicht entschieden werden.
Savory beschrieb die Befestigungsanlagen als eine Steinmauer, die zwischen 2,5 und 3 Meter stark ist, jede Unebenheit des felsigen Gipfels ausnutzte und ein unregelmäßiges Gebiet von etwa einem Hektar Fläche einschloss. Der ursprüngliche Zugang war ein Pfad an einem Steilhang auf der Westseite des Hügels, während der heutige Eingang von Norden her eine spätere Anfügung ist.

## Nicht dokumentierte Burg
Das geheimnisvollste Objekt auf dem Hügel, die Basis eines rechteckigen Turm, ist Teil einer nicht dokumentierten Burg der Waliser aus dem 12. Jahrhundert.